# Mario Ginocchio
Mario Ginocchio (Montemoggio di Borzonasca, 5 agosto 1923 – Appennino ligure, 28 novembre 1944) è stato un militare e partigiano italiano, decorato di medaglia d'oro al valor militare alla memoria nel corso della seconda guerra mondiale.

## Biografia
Nacque a Montemoggio di Borzonasca il 5 agosto 1923. Lavorava come tornitore all'Ansaldo di Genova quando nel marzo 1943 fu chiamato a prestare servizio militare di leva nella Regia Marina, assegnato al deposito del CREM di La Spezia.
Dopo l'armistizio dell'8 settembre 1943 rifiutò ogni collaborazione con la Repubblica Sociale Italiana e dopo i primi momenti di sbandamento, il giovane decise di raggiungere i monti della Liguria e lì, con il nome di battaglia di "Beppe", prese parte alla guerra di liberazione combattendo nelle file della 57ª Brigata Garibaldi di cui - per gli atti di sabotaggio ai quali aveva temerariamente preso parte, per le ardimentose azioni di guerriglia contro i nazifascisti in cui si era distinto - divenne vice comandante.
Assai apprezzato dal Comitato di Liberazione Nazionale, nel mese di novembre del 1944, mentre erano in corso massicci rastrellamenti, egli, che conosceva assai bene la zona del Monte Pagliano, assunse autonomamente il compito di raggiungere il comando della 57ª, per avvisare i suoi compagni del pericolo incombente. Ma il suo coraggioso tentativo di attraversare le linee nemiche non riuscì: il giovane cadde, mortalmente colpito da raffiche di mitraglia insieme a Giacomo Croce.